# بانیاریا
بانیاریا (به ایتالیایی: Bagnaria) یک کومونه در ایتالیا است که در استان پاویا واقع شده‌است.

## خصوصیات
بانیاریا ۱۶٫۶ کیلومترمربع مساحت و ۶۴۰ نفر جمعیت دارد.